# Gymnogrammitis dareiformis
Gymnogrammitis dareiformis är en stensöteväxtart som först beskrevs av William Jackson Hooker, och fick sitt nu gällande namn av Ren-Chang Ching, Marie Laure Tardieu och C. Chr. Gymnogrammitis dareiformis ingår i släktet Gymnogrammitis och familjen Polypodiaceae. Inga underarter finns listade.